# تشارلي غريفين
تشارلي غريفين (بالإنجليزية: Charlie Griffin)‏ (25 يونيو 1979 في المملكة المتحدة - ) هو لاعب كرة قدم بريطاني في مركز الهجوم. لعب مع ستيفيناغ بوروه وسويندون تاون وفوريست غرين وويكمب وندررز ونيوبورت كونتي ويوفل تاون ونادي وكينغ وBrackley Town F.C. ‏ وهافانت أند ووترلوفيل ونادي سالزبري سيتي ونادي باث سيتي ونادي غلوستر سيتي وتشبنهام تاون وCirencester Town F.C. ‏.

## وصلات خارجية
- تشارلي غريفين على موقع قاعدة بيانات كرة القدم.إي يو (الإنجليزية)
- تشارلي غريفين على موقع Soccerbase.com (لاعب) (الإنجليزية)
- تشارلي غريفين على موقع Soccerway.com (الإنجليزية)